# Gandu (cráter)
Gandu es el nombre de un pequeño cráter sobre la superficie de Marte. El cráter es una depresión circular de 9,5 kilómetros (5,9 mi) de diámetro con crestas pronunciadas, creada por un evento de impacto. El Cráter Gandu, se encuentra en el cuadrángulo Argyre, en el oeste de un cráter de mayor tamaño, el cráter Hooke al norte de la helada Argyre Planitia.